# Вечер Эдгара Аллана По
Вечер Эдгара Аллана По (англ. An Evening of Edgar Allan Poe) — американский телевизионный фильм 1970 года режиссёра Кеннета Джонсона.
Это телеантология в жанрах ужасов, мистики и триллера с Винсентом Прайсом в роли ведущего и рассказчика. Эпизоды вдохновлены «страшными» рассказами Эдгара Аллана По «Сердце-обличитель», «Сфинкс», «Бочонок амонтильядо» и «Колодец и маятник».

## Производство
Фильм, снятый Кеннетом Джонсоном по сценарию Дэвида Уэлча и Кеннета Джонсона по рассказам Эдгара Аллана По, был спродюсирован Кеннетом Джонсоном для американского международного телевидения.

## Дистрибуция
Фильм транслировался в США 1 января 1970 года под названием «Вечер Эдгара Аллана По». Затем он был выпущен на DVD в США в 2003 году компанией MGM Home Entertainment. Он также распространялся в Венесуэле под названием En compañía de Edgar Allan Poe.

## Продвижение
Слоганы :
- " Дьявольский квартет УЖАСАЮЩЕГО ЗЛА! " .
- " Одного раза с По никогда не бывает достаточно! " .